# The Vampire Chronicles
The Vampire Chronicles (no Brasil: As Crônicas Vampirescas) é uma série literária e franquia cultural estadunidense de terror gótico, escrito e produzido pela autora Anne Rice, que narra a história dos personagens ficcionais Lestat de Lioncourt, Louis de Pointe du Lac e Armand. A série reúne 13 obras literárias e é introduzida pelo romance Entrevista com o Vampiro, lançado em 1976 e adaptado no filme de 1994 e na série de 2022.

## História

### Impacto na cultura popular

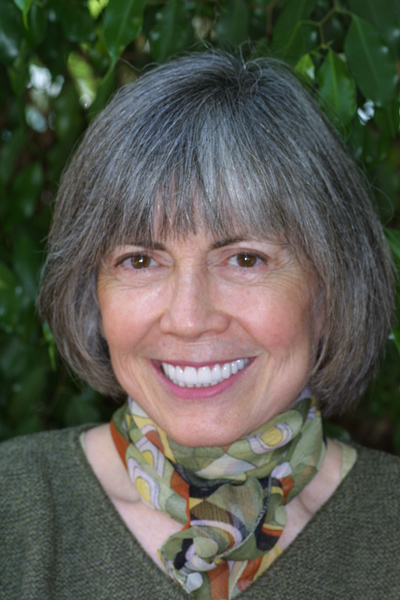
Anne Rice, autora responsável pela criação e produção da série.

A série The Vampire Chronicles, em especial o primeiro e o segundo livro a serem publicados, tornaram-se fenômenos da cultura popular estadunidense e global. Rice vendeu mais de 150 milhões de cópias e ficou mundialmente conhecida.
Em 2008, Rice chamou seus vampiros de "metáfora para almas perdidas", acrescentando que "eram metáforas para nós... essas eram maneiras maravilhosas de escrever sobre todos os nossos dilemas da vida... para mim, personagens sobrenaturais eram a maneira de falar sobre a vida; eles eram uma forma de falar sobre a realidade, na verdade." Ela também observou que escrever sobre eles tinha sido, para ela, "uma espécie de busca por Deus e uma espécie de pesar por uma fé perdida".

### The Vampire Chronicles
- Entrevista com o Vampiro (1976)
- O Vampiro Lestat (1985)
- A Rainha dos Condenados (1988)
- A História do Ladrão de Corpos (1992)
- Memnoch (1995)
- O Vampiro Armand (1998)
- Merrick (2000)
- Sangue e Ouro (2001)
- A Fazenda Blackwood (2002)
- Cântico de Sangue (2003)
- Príncipe Lestat (2014)
- Príncipe Lestat e os Reinos de Atlântida (2016)
- Comunhão do Sangue: Uma História do Príncipe Lestat (2018)

### The New Vampire Chronicles
- Pandora (1998)
- Vittorio, o Vampiro (1999)